# 한큐 아라시야마선
아라시야마 선(일본어: 嵐山線)은 일본 교토부 교토시 니시쿄구의 가쓰라 역부터 아라시야마 역을 잇는 한큐 전철의 철도 노선이다. 한큐 전철 교토 본선의 지선이기도 하다.

## 노선 정보
- 노선 거리 (영업 거리) : 4.1 km
- 궤간 : 1,435mm
- 역 수 : 4역 (기・종점역 포함)
- 복선화 구간 : 없음 (전 구간 단선)
- 전철화 구간 : 전 구간 전철화 (직류 1500V)
- 폐색 방식 : 자동 폐색식
- 최고 속도 : 70 km/h

## 역 목록
| 역 번호 | 역 이름      | 일본어 이름 | 역 간 거리 (km) | 영업 거리 | 접속 노선           |
| ------- | ------------ | ----------- | --------------- | --------- | ------------------- |
| HK 81   | 가쓰라       | 桂          | -               | 0.0       | 한큐 전철 교토 본선 |
| HK 96   | 가미카쓰라   | 上桂        | 1.4             | 1.4       |                     |
| HK 97   | 마쓰오타이샤 | 松尾大社    | 1.4             | 2.8       |                     |
| HK 98   | 아라시야마   | 嵐山        | 1.3             | 4.1       |                     |